# 工布红景天
工布红景天（学名：Rhodiola primuloides sp. kongboensis）为景天科红景天属下的一个亚种。

## 扩展阅读
- 維基物種上的相關：工布红景天